# Conferenza di Londra (febbraio 1920)
La conferenza di Londra (12 - 24 febbraio 1920) è stata una conferenza durante la quale i leader di Gran Bretagna, Italia e Francia, al termine della prima guerra mondiale, discussero la spartizione dell'Impero ottomano.

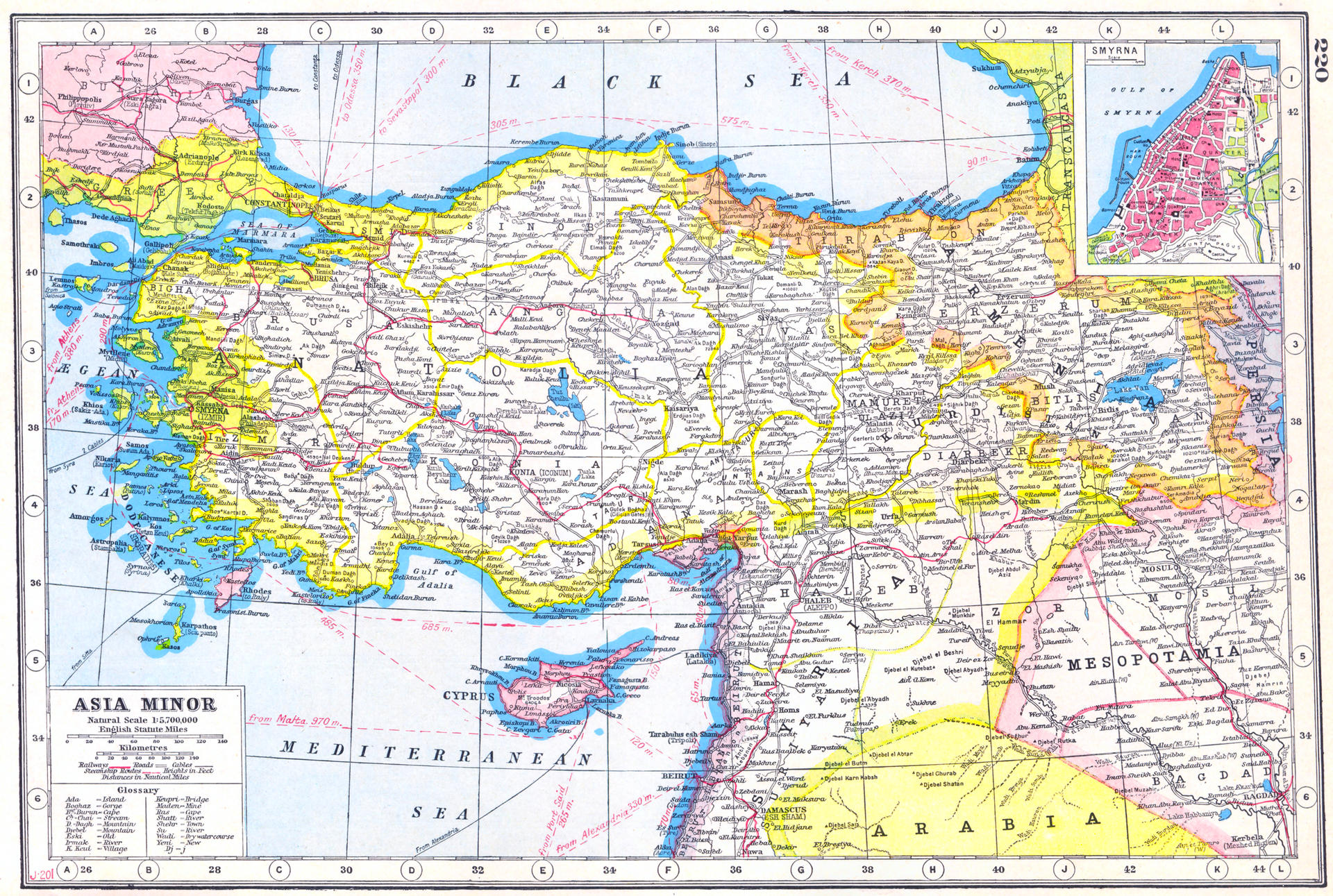
Confini del Medio Oriente secondo la conferenza di pace di Londra

Alla conferenza, organizzata dal premier britannico David Lloyd George, parteciparono i primo ministri francese Alexandre Millerand e italiano Francesco Saverio Nitti i quali raggiunsero un accordo che avrebbe posto le basi per la Conferenza di Sanremo dell'aprile 1920.

## L'amministrazione militare di Costantinopoli
A seguito dell'armistizio di Mudros dell'ottobre 1918 gli Alleati, pur senza sciogliere il governo ottomano, stabilirono a Costantinopoli un'amministrazione militare.
Inoltre, durante la conferenza di Londra si discusse dell'eventualità di ridurre i poteri del sultano (ed eventualmente di sopprimere il Califfato) limitando inoltre la consistenza dell'esercito e il controllo sugli stretti dei Dardanelli.